# سوخته‌چنار
سوخته‌چنار، روستایی از توابع بخش کوهین شهرستان قزوین در استان قزوین ایران است. این روستا از جنوب با روستای بکندی از شرق با روستای حسام آباد (شورجه) و از غرب با اسطلک همسایه است
مردم این روستا ایلات غیاثوند و شاخه رویتوند هستند.
این روستا مطابق بر گفته پیشینیان و بر اساس کتب تاریخی و ارجاعات ایلات لک غیاثوند قدمتی ما بین سلسله صفویه و قاجاریه اول دارد.
به لحاظ آب و هوایی جز مناطق کوهستانی دو فصل متفاوت با زمستانی برفی و سرد و تابستانی خنک و کوهستانی می‌باشد.
ایلات غیاثوند شامل حدوداً ۳۰ پارچه آبادی در منطقه کوهین هستند.
سرکرده این ایلات  غیاث نظام شهردار و زی نفوذ گیلان در زمان نهضت جنگل بود.
این منطقه به لحاظ موقعیت استراتژیک از یک طرف در مسیر زنجان و رشت و قزوین واقع گردیده‌است و یک کریدر ترانزیتی به حساب می‌آید.

## جمعیت
این روستا در دهستان ایلات قاقازان غربی قرار دارد و براساس سرشماری مرکز آمار ایران در سال ۱۳۸۵، جمعیت آن ۳۴ نفر (۱۴خانوار) بوده‌است.